# Leutschach
Leutschach (Slovene: Lučane) là một đô thị thuộc huyện Leibnitz trong bang Steiermark, nước Áo. Đô thị Leutschach có diện tích 1,1 km², dân số cuối năm 2005 là 352 người.